# Пантего (Техас)
Пантего (англ. Pantego) — місто (англ. town) в США, в окрузі Таррант штату Техас. Населення — 2568 осіб (2020).

## Географія
Пантего розташоване за координатами 32°42′53″ пн. ш. 97°9′16″ зх. д. / 32.71472° пн. ш. 97.15444° зх. д. (32.714861, -97.154318).  За даними Бюро перепису населення США в 2010 році місто мало площу 2,51 км², уся площа — суходіл.

## Демографія
Згідно з переписом 2010 року, у місті мешкали 2394 особи в 1033 домогосподарствах у складі 705 родин. Густота населення становила 953 особи/км².  Було 1088 помешкань (433/км²).
Расовий склад населення:
| - 89,7 % — білих - 6,1 % — чорних або афроамериканців - 2,2 % — азіатів - 0,1 % — корінних американців - 1,1 % — осіб інших рас |

До двох чи більше рас належало 0,8 %. Частка іспаномовних становила 5,5 % від усіх жителів.
За віковим діапазоном населення розподілялося таким чином: 18,8 % — особи молодші 18 років, 51,9 % — особи у віці 18—64 років, 29,3 % — особи у віці 65 років та старші. Медіана віку мешканця становила 49,9 року. На 100 осіб жіночої статі у місті припадало 87,3 чоловіків;  на 100 жінок у віці від 18 років та старших — 84,2 чоловіків також старших 18 років.
Середній дохід на одне домашнє господарство  становив 84 028 доларів США (медіана — 65 463), а середній дохід на одну сім'ю — 104 147 доларів (медіана — 89 286). Медіана доходів становила 55 875 доларів для чоловіків та 41 563 долари для жінок. За межею бідності перебувало 11,0 % осіб, у тому числі 23,0 % дітей у віці до 18 років та 3,0 % осіб у віці 65 років та старших.
Цивільне працевлаштоване населення становило 994 особи. Основні галузі зайнятості: освіта, охорона здоров'я та соціальна допомога — 25,8 %, науковці, спеціалісти, менеджери — 14,9 %, роздрібна торгівля — 11,8 %, фінанси, страхування та нерухомість — 10,2 %.